# 九味一枝蒿
九味一枝蒿（学名：Ajuga bracteosa）为唇形科筋骨草属下的一个种。